# Hygrophorus unicolor
Hygrophorus unicolor är en svampart som beskrevs av Gröger 1980. Hygrophorus unicolor ingår i släktet Hygrophorus och familjen Hygrophoraceae.  Arten är reproducerande i Sverige. Inga underarter finns listade i Catalogue of Life.